# تومي غيل
تومي غيل (بالإنجليزية: Tommy Gale)‏ (4 نوفمبر 1920 في المملكة المتحدة - 1975) هو لاعب كرة قدم بريطاني (وحمل سابقاً جنسية المملكة المتحدة لبريطانيا العظمى وأيرلندا) في مركز الدفاع. لعب مع شيفيلد وينزداي ونادي يورك سيتي ونادي سكاربورو ونادي غيتزهد.